# Piotr Małachowski
Piotr Małachowski (Żuromin, 7 de junio de 1983) es un atleta polaco de lanzamiento de disco. Durante su carrera ha ostentado un título mundial y dos medallas de plata en los Juegos Olímpicos.

## Trayectoria
En sus años juveniles Małachowski fue  parte del Club Deportivo Militar Śląsk de la ciudad de Breslavia, y sus primeros éxitos en el lanzamiento de disco los obtuvo en el año 2006, durante el Torneo de Invierno de Tel Aviv (65,01 m) y la Copa Europea en Málaga, así como el Campeonato Europeo de Gotemburgo con un sexto lugar (64,57 m). Sin embargo, en su debut en el Campeonato Mundial de 2007, consiguió un opaco décimo segundo puesto. Por otra parte, cuando se preparaba para la temporada del 2008, sufrió una lesión que le mantuvo alejado por  medio año.
A pesar de todo logró competir en los Juegos Olímpicos de Pekín y conquistó la medalla de plata con un lanzamiento de 67,82 m. Este resultado le atrajo la atención de los medios de comunicación en su país. Para el 2009, con el recuerdo del 50 aniversario del récord mundial impuesto por su compatriota Edmund Piątkowski, llegó al Campeonato Mundial de Berlín con la mira en el título, pero se ubicó en el segundo puesto superado por el alemán Robert Harting. No obstante, superó el récord nacional (69,15 m) en posesión de él mismo, a pesar de que le habían recomendado suspender su temporada por la lesión en un dedo. 
El año 2010 resultó exitoso para Małachowski, pues impuso otro récord nacional en Gateshead (69,83 m), superó a Harting en el Campeonato Europeo de Barcelona, y se adjudicó el primer lugar de la Liga de Diamante.
Para el año 2011, logró arribar nuevamente a la final de la prueba en el Campeonato Mundial de Daegu, pero apenas realizó tres lanzamientos que le ubicaron en la novena posición con una marca de 63,37 m.
En los Juegos Olímpicos de Londres 2012, se ubicó en el quinto puesto de la final con un tiro de 67,19 m. Sin embargo, el 8 de junio de 2013 mejoró su marca personal en Hengelo con una distancia de 71,84 m que además se posicionó como la quinta mejor marca de la historia. Con este precedente se presentó en Moscú para su tercer campeonato mundial en el que se colgó nuevamente la medalla de plata por detrás del alemán Harting.
El 2014 se hizo de su segunda Liga de Diamante al ganar tres de las siete reuniones en las que participó, aunque en ninguna de ellas compitió el alemán Robert Harting, que acudió  a cuatro, todas con victorias. Sin embargo, logró la mejor marca del año con un lanzamiento de 69,28 m en Halle donde sí estuvo Harting quien se posicionó segundo.
Para la temporada del año 2015, se adjudicó triunfos en la Liga de Diamante en Shanghái (64,65 m), Eugene (65,59 m), París (65,57 m) y Estocolmo (65,95 m) antes de su quinta presentación en un mundial de atletismo, esta vez en la ciudad de Pekín, donde alcanzó la cúspide de su carrera atlética al proclamarse campeón absoluto con un lanzamiento de 67,40 m. En el tercer puesto se ubicó su compatriota Robert Urbanek (65,18 m). Días después finalizó su participación en la Liga de Diamante en Zúrich en la que se ubicó en el segundo puesto con un lanzamiento de 65,04 m que sin embargo le brindó su tercera victoria en dicha competición.
El 2016 Małachowski triunfó en cuatro de cinco presentaciones de la Liga de Diamante por lo que se presentó a los Juegos Olímpicos de Río de Janeiro como serio contendiente para ganar su primera medalla de oro en estas lides. En esta oportunidad el polaco realizó el mejor registro de la fase clasificatoria con 65,89 m, mientras que Robert Harting, campeón en Londres 2012, quedó fuera de la final. En la disputa por las medallas el campeón mundial de Pekín dominó la prueba hasta la quinta ronda con un lanzamiento de 67,55 m, logrado en su tercer lanzamiento, pero el primer puesto se le escapó de las manos en el último tiro del hermano de Robert, Christoph Harting, quien lanzó el disco a 68,37 m.   
Pese a la contrariedad del resultado hizo un gesto humanitario con su medalla de plata: la puso en subasta para cubrir el tratamiento de cáncer ocular de un niño polaco. El 9 de septiembre cerró su participación en la Liga de Diamante en Bruselas donde se ubicó en el segundo puesto, aunque los puntos le brindaron su cuarto «Trofeo de diamante». 
El 2017 acudió a su sexto campeonato del mundo con la intención de defender su título mundial del 2015, pero acabó en la quinta posición de la final con una marca de 65,24 m. En Doha 2019, su séptimo mundial de atletismo, no logró pasar de la ronda de clasificación.
Małachowski formó parte del Orlen Team junto a sus compatriotas, el campeón olímpico Tomasz Majewski y la lanzadora de martillo Anita Włodarczyk; quienes fueron patrocinados por la empresa petrolera Orlen de Polonia. Asimismo, fue parte del cuerpo de bomberos de la ciudad de Bieżuń, e integró la orquesta de esa entidad tocando la trompeta.

## Marcas personales
| Prueba               | Marca   | Lugar         | Fecha      |
| -------------------- | ------- | ------------- | ---------- |
| Lanzamiento de disco | 71,84 m | Hengelo (NED) | 08/06/2013 |